# Јона Клименецки
Јона Клименецки (рођ. Иван Иванович Климентов; 1464, Новгород — 6. јун 1534, Клименецки манастир) — руски православни светитељ, преосвећени, оснивач Клименетског Светотројичког манастира.
Православна црква прославља светог Јону 6. јуна (по јулијанском календару).
Био је син новгородског градоначелника Јована Климентова. Добивши велико наследство од оца, бавио се трговином и пловио је трговачким бродовима дуж језера Оњего.
Преживевши олују на језеру Оњего, која га је избацила на обалу, основао је 1490. године манастир Клименецки, где је као прост монах живео до своје смрти.
У манастиру су подигнуте две цркве: у име Свете Тројице и Светог Николаја Чудотворца. Упркос захтевима, Јона није прихватио опатију и умро је као монах у јуну 1534.
Средином 18. века, средствима царице Јелисавете Петровне, над његовим моштима је подигнута камена црква у име светих праведника Захарије и Јелисавете.
Митрополит Константин (Горјанов) је августа 2020. године основао епархијску комисију за откривање моштију светог Јоне. Дана 24. августа 2020. године, представници епархијске комисије стигли су у манастир Клименец ради извођења радова на проналажењу светих моштију. Комисија, коју је предводио археолог И. В. Мелников, започела је ископавања која су обављена у складу са захтевима и технологијама археолошког рада. Извршено је фото и видео снимање радова, ископавања су настављена дан и по. Као резултат тога, комисија је открила остатке који су лежали у земљи 486 година. Тело и глава били су покривени делимично очуваним кожним покровом, а сачуван је и део ковчега. Посмртни остаци су изнети на површину, затим их је форензичар прегледао и описао и сместио у посебно припремљене дрвене сандуке-ковчеге. Остаци доњих удова, откривени 25. августа 2020. године, додати су главним остацима. По завршетку археолошких радова, урађене су архитектонско-историјске, антрополошке, изотопске и судско-медицинске студије, чији су резултати послати Синодалној комисији за канонизацију светих. Као одговор, од члана Синодалне комисије В. Н. Звјагина добијен је закључак да су мошти заиста припадале преподобном Јони Клименечком. Патријарх Кирил је 9. јануара 2024. године, Резолуцијом о извештају митрополита петрозаводског и карелијског Константина од 3. октобра 2023. године, благословио „да се поклоне остацима пронађеним у храму Светог праведног Захарије и Јелисавете Клименетског манастира“.